# Israel Rubio
Israel José Rubio-Rivero (Bachaquero, 11 gennaio 1981) è un ex sollevatore venezuelano, vincitore della medaglia di bronzo nei pesi piuma a Atene 2004.

## Carriera
Nel 2003 Israel Rubio vinse la medaglia di bronzo nella categoria dei pesi piuma (fino a 62 kg.) ai Giochi Panamericani di Santo Domingo.
Nel 2004 conquistò la medaglia di bronzo alle Olimpiadi di Atene a seguito della squalifica per doping del 3º classificato, il greco di origine albanese Leonidas Sabanis, con avanzamento di Israel Rubio dal 4º al 3º posto finale.
Prese parte anche alle Olimpiadi di Pechino 2008 nei pesi leggeri, terminando la competizione all'11º posto.
Nel 2011 vinse la medaglia d'oro ai Giochi Panamericani di Guadalajara nella categoria dei pesi leggeri (fino a 69 kg.).
Ai Campionati mondiali di sollevamento pesi vanta come miglior risultato due noni posti nella categoria fino a 69 kg. nelle edizioni di Goyang 2009 e Antalya 2010.
Nel gennaio del 2012 Rubio venne arrestato dai Carabinieri a Pescara per traffico di cocaina.

## Palmarès
- Giochi olimpici

Atene 2004: bronzo nella categoria fino a 62 kg.

- Giochi Panamericani

Santo Domingo 2003: bronzo nei 62 kg.
Guadalajara 2011: oro nei 69 kg.